# Мисион ла Палома (Енсенада)
Мисион ла Палома (шп. Misión la Paloma) насеље је у Мексику у савезној држави Доња Калифорнија у општини Енсенада. Насеље се налази на надморској висини од 40 м.

## Становништво
Према подацима из 2010. године у насељу је живело 12 становника.

### Хронологија
| Година       | 2000            | 2005         | 2010 |
| ------------ | --------------- | ------------ | ---- |
| Становништво | 283 (144 / 139) | 38 (18 / 20) | 12   |

### Попис
| # | Индикатор                     | Вредност |
| - | ----------------------------- | -------- |
| 1 | Укупно домаћинстава           | 10       |
| 2 | Укупно насељених домаћинстава | 2        |
| 3 | Величина локације             | 1        |